# Phosphor pentasulfide
Phosphor pentasulfide là hợp chất vô cơ có công thức P2S5 hoặc P4S10. Nó là một chất rắn màu vàng và là một trong hai phosphor sulfide có giá trị thương mại. Các mẫu thường xuất hiện màu xám xanh do tạp chất. Nó hòa tan trong cacbon disulfide nhưng phản ứng với nhiều dung môi khác như alcohol, DMSO và DMF.

## Cấu trúc và điều chế
Cấu trúc phân tử tứ diện của nó tương tự như của adamantan và hầu như giống hệt cấu trúc của phosphor pentaoxit.
Phosphor pentasulfide thu được bằng phản ứng của phosphor trắng lỏng (P4) với lưu huỳnh ở nhiệt độ trên 300 °C. P4S10 được điều chế lần đầu tiên bởi Berzelius vào năm 1843. Ngoài ra, P4S10 có thể được hình thành bằng cách phản ứng lưu huỳnh hoặc pyrit, FeS2, với ferrophosphorus, dạng Fe2P thô (sản phẩm phụ sản xuất P4 từ apatit):
4 Fe2P + 18 S → P4S10 + 8 FeS
4 Fe2P + 18 FeS2 + heat → P4S10 + 26 FeS

## Ứng dụng
Khoảng 150.000 tấn P4S10 được sản xuất hàng năm. Hợp chất chủ yếu được chuyển thành các dẫn xuất khác để sử dụng làm chất phụ gia bôi trơn như kẽm dithiophotphat. Nó cũng được sử dụng trong sản xuất thuốc trừ sâu như Parathion và Malathion. Nó cũng là thành phần của một số chất điện phân rắn vô định hình (ví dụ Li2S-P2S5) đối với một số loại pin lithium.
Phosphor pentasulfide là một vật liệu sử dụng kép, để sản xuất các thuốc trừ sâu sớm như Amiton và cũng để sản xuất các chất thần kinh VX có liên quan.

## Phản ứng
Do quá trình thủy phân bởi độ ẩm khí quyển, P4S10 chuyển thành H2S, do đó P4S10 có mùi trứng thối giống H2S. Ngoài H2S, sự thủy phân của P4S10 còn tạo ra axit phosphoric:
P4S10 + 16 H2O → 4 H3PO4 + 10 H2S
Các nucleophil nhẹ phản ứng với P4S10, bao gồm rượu và amin. Các hợp chất thơm như anisole, ferrocene và 1-methoxynaphthalene phản ứng tạo thành 1,3,2,4-dithiadiphotphetan 2,4-disulfit như chất phản ứng của Lawesson.
Trong hóa học hữu cơ, P4S10 được sử dụng như một thuốc thử thionation.
Keton được chuyển thành thioketon. Trong este, imid và lactones nguyên tử oxy cũng có thể được thay thế bằng lưu huỳnh. Với amit, sản phẩm phản ứng là một thioamit. Với 1,4-diketone, sản phẩm tạo thành các thiophenes.
Nó cũng được sử dụng để điều chế deoxygenat sulfoxua.